# سیستم دانشگاهی آلاسکا
سیستم دانشگاهی آلاسکا (به انگلیسی: University of Alaska System) سیستمی از متشکل چند دانشگاه دولتی در ایالت آلاسکا در ایالات متحده است. این سیستم در سال ۱۹۱۷ میلادی ایجاد شد و شامل سه دانشگاه معتبر جداگانه در ۱۹ پردیس است. این سیستم به نزدیک به ۳۰٬۰۰۰دانشجوی تمام وقت و پاره وقت خدمت می‌کند و ۴۰۰ برنامه منحصر به فرد را ارائه می‌دهد.
هر یک از سه دانشگاه اصلی دارای چندین پردیس اقماری در ابعاد کوچکتر هستند. دانشگاه آلاسکا در انکوریج دارای سه کالج بزرگ اقماری است. سه مؤسسه اصلی در سیستم دانشگاه آلاسکا عبارتند از:
- دانشگاه آلاسکا انکوریج، بزرگ‌ترین دانشگاه (از لحاظ تعداد ثبت‌نام کنندگان)
- دانشگاه آلاسکا فیربنکس، اولین دانشگاه و پرچم‌دار[۴]
- دانشگاه آلاسکا جنوب شرقی، کوچک‌ترین دانشگاه (از لحاظ تعداد ثبت‌نام کنندگان)